# Barnabasakten

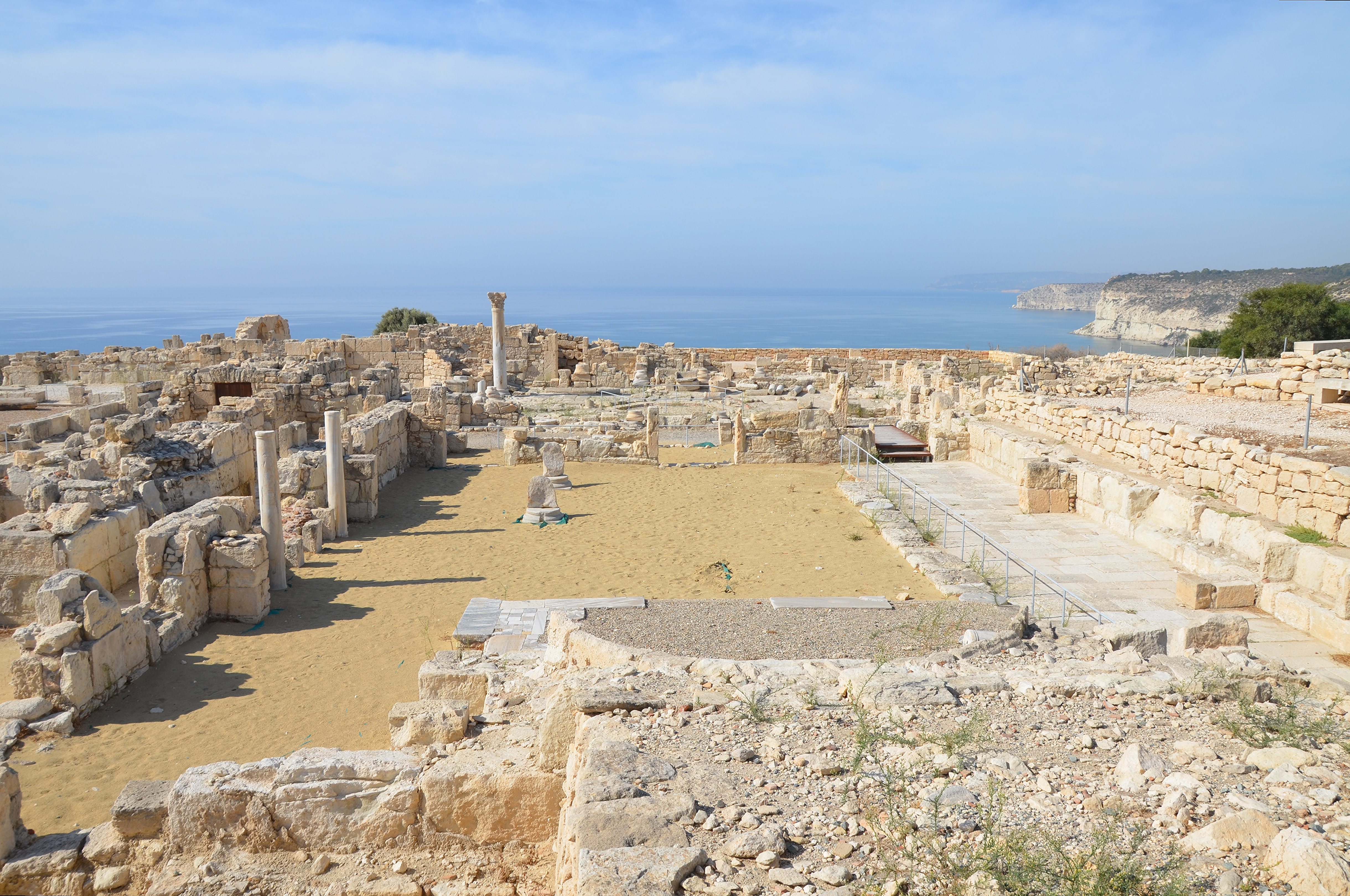
Basilika des 5. Jahrhunderts in Kourion, einem der Schauplätze der Barnabasakten

Die Barnabasakten (Acta Barnabae) sind eine antike pseudepigraphische christliche Schrift. Der Verfasser Pseudo-Johannes Markus setzt die Apostelgeschichte des Lukas voraus und füllt Lücken der biblischen Darstellung mit eigenem Material. Der Quellenwert für die Missionsreisen von Paulus und Barnabas im 1. Jahrhundert n. Chr. ist unbedeutend; interessant sind die Barnabasakten aber als Quelle für ihre Abfassungszeit, das 5. Jahrhundert n. Chr.

## Inhalt
Der Autor stellt sich dem Leser vor als Johannes, ein ehemaliger Diener eines Zeuspriesters Kyrillos, der von Paulus, Barnabas und Silas bekehrt und in Ikonion getauft wurde. In einer Vision wird ihm von einer weiß gekleideten Gestalt der Beiname Markus verliehen und großer Ruhm prophezeit. Er erzählt dies dem Barnabas, der ihm seinerseits eine Vision mitteilt, wonach er Johannes Markus als Begleiter mitnehmen solle.
Nach längerem Aufenthalt in Ikonion reisen die Apostel über Seleukia nach Zypern und durchwandern die Insel, wobei Johannes Markus in ihrem Dienst steht. Doch an der nächsten Reisestation, Perge in Pamphylien, trennen sich die Wege, denn Johannes Markus bleibt hier (vgl. Apg 13,1 ), um sich nach dem Abendland einzuschiffen, was ihm aber vom Heiligen Geist verwehrt wird. Er sucht wieder Anschluss an die Apostel, die er in Antiochia trifft. Paulus ist von der Reise erschöpft und zeitweise bettlägerig; er verzeiht es dem Johannes Markus trotz aller Bitten nicht, dass er in Perge zurückblieb, vor allem, weil er die meisten Pergamentrollen in Pamphylien behalten habe. Von nun an missionieren Barnabas und Paulus getrennt voneinander, weil Barnabas den Johannes Markus mitnehmen will. Beide beten aber gemeinsam und nehmen versöhnt Abschied voneinander (vgl. Apg 15,35–39 ). Barnabas bittet Paulus, für ihn zu beten, da sein Ende bevorstehe und sie sich nicht wiedersehen würden.
Barnabas und der Erzähler schiffen sich in Laodikeia nach Zypern ein, werden aber von einem widrigen Wind nach Korasion verschlagen. Sie halten sich verborgen, damit die Trennung von Paulus nicht bekannt wird. Weitere Reisestationen sind Palaiai, die Insel Pityoussa und Anemourion. Hier bekehren und taufen sie zwei Hellenen, die dabei ein heiliges Gewand empfangen.
Es folgt die Überfahrt nach Zypern. Zuerst finden sie in Krommyakites ein Quartier bei zwei „Dienern des Heiligtums“, Timon und Ariston, die sie auch von Krankheiten heilen. Timon wird ihr Begleiter. Die nächste Station ist Lapithos, wo sie wegen eines paganen Festes im Theater vor dem Stadttor bleiben und nach Lampadistos im Gebirge weiterwandern, dem Heimatort des Timon. Hier begegnen sie Herakleios; Barnabas tauft ihn, gibt ihm den neuen Namen Herakleidios und setzt ihn als Bischof von Zypern ein. Er verbleibt in Tamassos. Die Missionare durchwandern das Gebirge Chionodes und begegnen in Palaia Paphos dem (aus der Apostelgeschichte bekannten) jüdischen Widersacher Barjesus, der sie nicht in die Stadt lässt. So kehren sie um und begeben sich nach Kourion, wo gerade ein Wettrennen ausgerichtet wird. Empört über diese pagane Veranstaltung bedroht Barnabas den Ort, worauf das Stadion teilweise einstürzt und die Menschen im Apollontempel Schutz suchen. Barnabas und seine Begleiter folgen ihnen dahin, werden aber von einer aggressiven Gruppe Juden daran gehindert, die Stadt zu betreten. Sie übernachten unter einem Baum und finden in einer Höhle im Gebirge ihr nächstes Quartier. Dabei begegnen sie Aristoklianus, dem von Paulus eingesetzten Bischof, der hier auf dem Lande lebt. In Amathous, dem nächsten Ort der Reiseroute, ist gerade ein paganes Fest im Gange, und wieder sind es von Barjesus aufgehetzte Juden, die sie am Betreten der Stadt hindern. Weiter geht die Reise nach Kition, wo gerade ein Spektakel im Circus stattfindet, so dass Barnabas und Gefährten wieder nicht in die Stadt kommen können. Von Kition schiffen sie sich ein nach Salamis.
In Salamis besucht Barnabas die Synagoge und unterweist die Juden aus dem Evangelienbuch, das er von Matthäus erhalten hat. Nach ersten Missionserfolgen tritt wieder Barjesus als aggressiver Widersacher auf; Barnabas wird ergriffen und des Nachts von Juden gelyncht. Seine Asche soll ins Meer geschüttet werden. Doch Johannes Markus, der Erzähler, kann die Asche des Märtyrers retten und setzt sie gemeinsam mit dem Buch, das jener einst von Matthäus erhalten hatte, in einer Höhle bei. Es gelingt den Begleitern des Barnabas, ihre jüdischen Verfolger abzuschütteln und sich nach Alexandria einzuschiffen. Hier tritt Johannes Markus als Verkünder des Evangeliums auf, das er von den Aposteln gelernt hat.

## Textüberlieferung
Es existieren verschiedene lateinische Rezensionen der ursprünglich griechischen Schrift περίοδοι Βαρνάβα. Der griechische Text wurde von Konstantin von Tischendorf nach einer Handschrift des 9. Jahrhunderts (cod. Paris gr. 1470) veröffentlicht.

## Pseudepigraphie und/oder Fälschung
Die Barnabasakten erheben den Anspruch, vom Paulusbegleiter Johannes Markus geschrieben zu sein und also aus dem 1. Jahrhundert zu stammen. Da dies historisch nicht zutrifft, handelt es sich um religiöse Pseudepigraphie, wie sie im antiken christlichen Schrifttum häufiger vorkommt. „Unter den Begriff des Religiösen fällt es aber auf keinen Fall, wenn Ansprüche, Rechte und Besitzungen durch nachgemachte Urkunden im Gewand religiöser Pseudepigrapha begründet werden. Die Hungersnotstele von Elephantine, der Abgarbriefwechsel, die Barnabasakten des Iohannes Marcus … dürften derartige Fälschungen im Gewand religiöser Urkunden sein,“ urteilte Wolfgang Speyer.
Im Hintergrund steht der Streit um die Selbständigkeit der Kirche von Zypern. Petros Fullo erhob in der Regierungszeit des Kaisers Zenon den Anspruch, diese müsse unter der Jurisdiktion von Antiochia stehen. Da, so heißt es, hatte der Bischof von Zypern, Anthemios, eine Vision, die ihm den Ort zeigte, wo die Reliquien des Barnabas und dessen Kopie des Matthäusevangeliums lagen. Theodoros Anagnostes stellte Anfang des 6. Jahrhunderts einen direkten Zusammenhang zwischen dem Reliquienfund und dem Anspruch der Kirche von Zypern auf Unabhängigkeit her.

## Textausgaben
- Richard Adelbert Lipsius: Die apokryphen Apostelgeschichten und Apostellegenden. Band II/2, Braunschweig 1884. S. 276–285 (Digitalisat).
- Max Bonnet: Acta Philippi et Acta Thomae accedunt Acta Barnabae. Leipzig 1903, S. 292–303 (online).
- Alexander Roberts, James Donaldson, A. Cleveland Coxe: The Twelve Patriarchs, Excerpts and Epistles, The Clementina, Apocrypha, Decretals, Memoirs of Edessa and Syriac Documents, Remains of the First Ages (= Ante-Nicene Fathers. Band 8) (online).
- Bernd Kollmann: Joseph Barnabas. Leben und Wirkungsgeschichte (= Stuttgarter Bibelstudien. Band 175). Katholisches Bibelwerk, Stuttgart 1998. ISBN 978-3-460-04751-8 (= Joseph Barnabas – His Life and Legacy, Collegeville/Minnesota: Liturgical Press, 2004).